# Aeropuerto Internacional de Trivandrum
El Aeropuerto Internacional Trivandrum (IATA: TRV, OACI: VOTV) es el primer aeropuerto de Kerala, India, ubicado en Thiruvananthapuram. Se encuentra a unos 6,7 km al oeste de la ciudad y a 30 kilómetros de la playa de Kovalam. 
El Aeropuerto Internacional Trivandrum tiene muchos vuelos directos a ciudades internacionales como son Kuwait, Dubái, Singapur, Malé, Colombo, Sharjah, Mascate, Baréin, Doha, Yeda y Abu Dhabi. Está unido así mismo con Madrás (Chennai), Delhi, Bombay, Hyderabad, Goa y Bangalore por vuelos de cabotaje.

## Historia
El aeropuerto fue inaugurado en 1932. Las operaciones internacionales fueron establecidas por Air India a ciudades de Oriente Medio como Dubái, Abu Dhabi, Mascate, Doha, Kuwait, Baréin y Dahran en la segunda mitad de los setenta y a comienzos de los ochenta.

## Aerolíneas y destinos

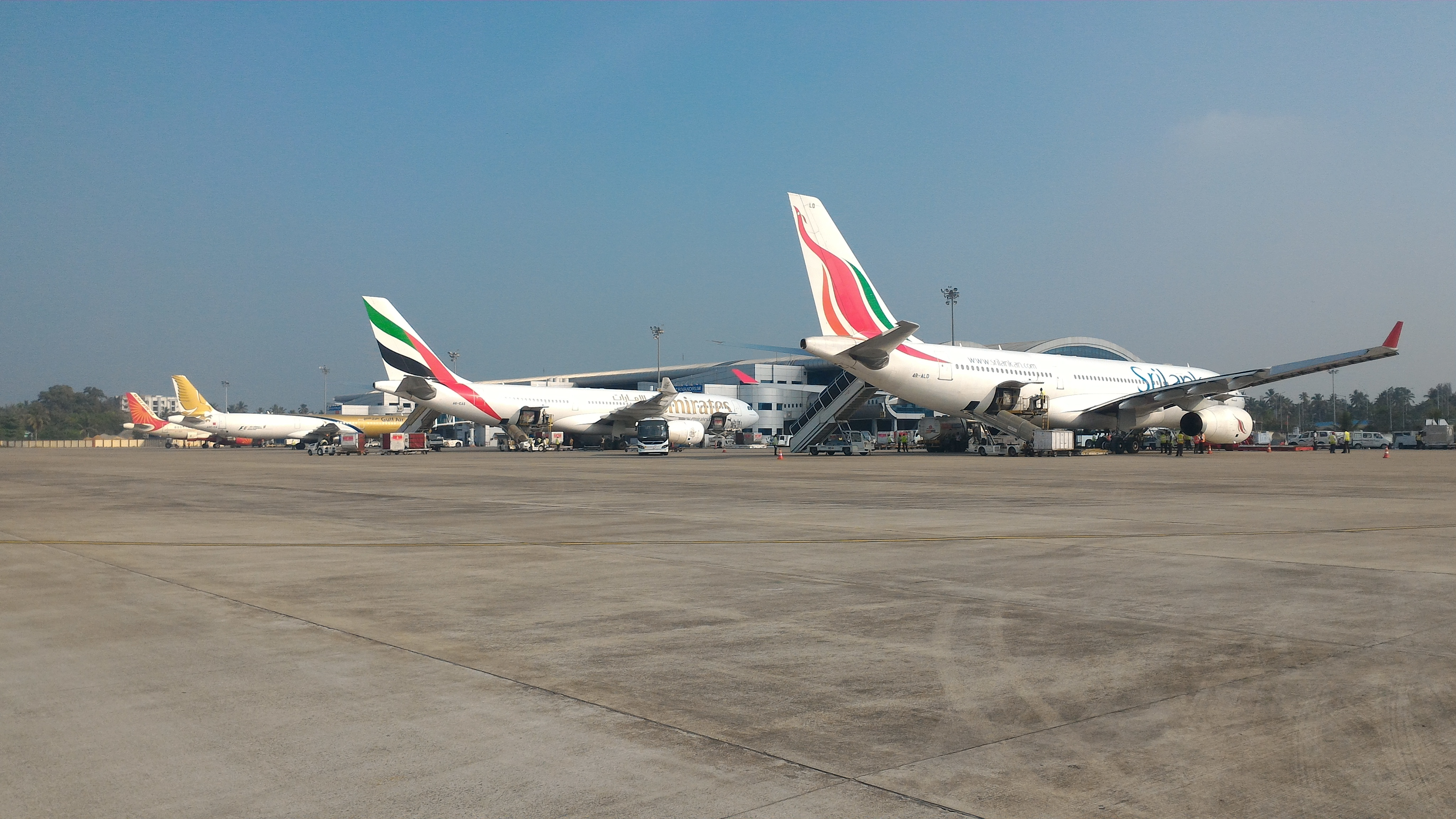
Aviones de Air India, Gulf Air, Emirates y SriLankan Airlines estacionados en la rampa

Hay dos terminales, la terminal 1 opera solamente vuelos domésticos y la terminal 2 los vuelos internacionales. La terminal internacional cuenta con dos puertas de embarque. Las operaciones en tierra están gestionadas por Air India y AAI.
Las siguientes aerolíneas operan en el aeropuerto de Trivandrum.
| Aerolíneas         | Destinos |
| ------------------ | --- |
| Air Arabia         | Abu Dhabi, Sharjah |
| Air India          | Bombay, Delhi |
| Air India Express  | Abu Dabi, Baréin, Bangalore, Chennai, Dammam, Doha, Dubái–Internacional, Hyderabad, Kannur, Kozhikode, Muscat, Salalah, Sharjah |
| AirAsia            | Kuala Lumpur–Internacional |
| Emirates           | Dubái–Internacional |
| Etihad Airways     | Abu Dabi |
| Gulf Air           | Baréin |
| IndiGo             | Ahmedabad, Bangalore, Bombay, Chennai, Delhi, Hyderabad, Kannur, Kochi, Pune, Sharjah                                           |
| Kuwait Airways     | Kuwait City |
| Malaysia Airlines  | Kuala Lumpur–Internacional |
| Maldivian          | Malé |
| Oman Air           | Mascate |
| Qatar Airways      | Doha |
| SalamAir           | Mascate |
| Scoot              | Singapur |
| SpiceJet           | Estacional: Bangalore |
| SriLankan Airlines | Colombo–Bandaranaike |
| Vistara            | Bombay, Delhi |

## Terminal 3

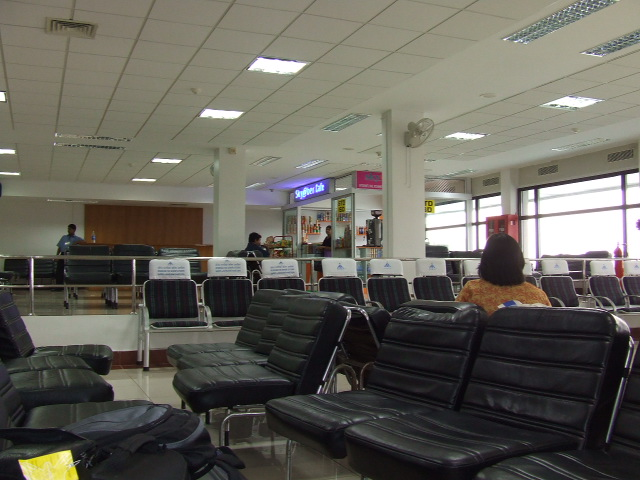
Sala de la terminal doméstica.

- (Bajo construcción)

## Estadísticas
Ver fuente y consulta Wikidata.